# Finnlay Withington
Finnlay Withington (* 3. April 2004 in Manchester) ist ein englischer Squashspieler.

## Karriere
Finnlay Withington erzielte bereits bei den Junioren zahlreiche Erfolge. Er gewann mehrere nationale Meisterschaften und sicherte sich im April 2022 in Eindhoven mit einem Finalsieg gegen Rowan Damming den Sieg bei den Europameisterschaften im Einzel und gewann den Titel außerdem auch mit der Mannschaft. Wenige Monate darauf gelang ihm auch der Finaleinzug bei der Weltmeisterschaft der Junioren. Dort unterlag er diesmal Rowan Damming in drei Sätzen. Mit der Mannschaft wurde er dagegen Weltmeister.
Withington spielte erstmals 2021 und seit 2022 regelmäßig auf der PSA World Tour und gewann auf dieser bislang drei Turniere. Der erste Titelgewinn gelang ihm in der Saison 2022/23 im November 2022 in London, gefolgt von einem weiteren Turniererfolg einen Monat darauf in Harrogate. Sein dritter Turniersieg gelang ihm im Februar 2024 in Edmonton. Seine höchste Platzierung in der Weltrangliste erreichte er mit Rang 73 am 1. April 2024. 

## Erfolge
- Gewonnene PSA-Titel: 3